# Мост Эйфеля (Молдова — Румыния)
Мост Эйфеля (рум. Podul Eiffel) — железнодорожный металлический ферменный мост через реку Прут и контрольно-пропускной пункт между Молдавией и Румынией. Мост расположен между городом Унгень (Молдавия) и коммуной Унгень Ясского жудеца (Румыния).

## История
6 (18) мая 1872 года российский дипломат Иван Алексеевич Зиновьев и министр иностранных дел Румынии Георгий Костафору подписали соглашение о железнодорожных узлах, которое было ратифицировано 9 (21) января 1873 году.

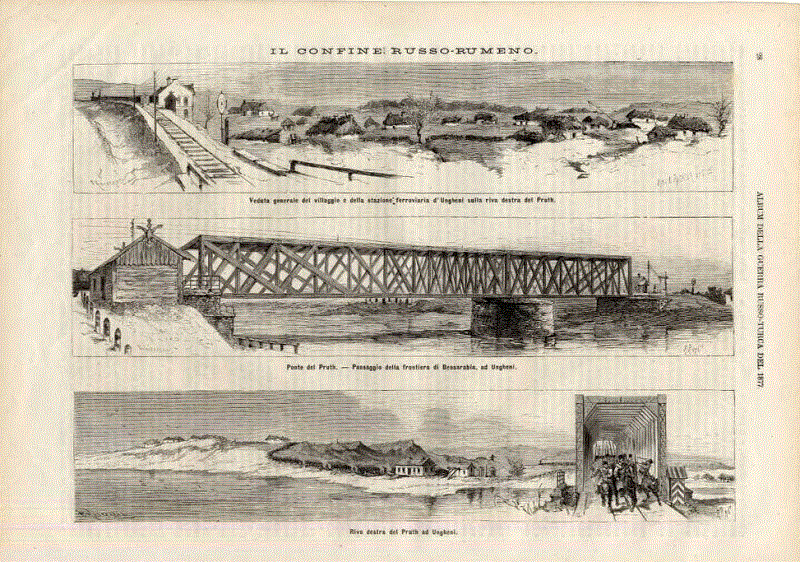
Эйфелев мост, 1880

Необходимость в постройке моста появилась перед началом Русско-турецкой войны.
Дорога Яссы — Унгень была открыта 1 августа 1874 года. В рамках подготовки к русско-турецкой войне (1877—1878), Российской империей в 1871 году было начато строительство железной дороги Кишинёв — Корнешты — Унгены (строительство с 1871 по 1875), которая и была открыта 1 июня 1875 г. Унгенская таможня также была открыта в 1875 году. Участок железной дороги Кишинев — Корнешты был открыт ранее, ещё в 1873 году.
В 1876 после весеннего паводка реки Прут железнодорожный мост, связывающий Бессарабию и Румынию был почти уничтожен. Управление железных дорог пригласило Гюстава Эйфеля в Россию, чтобы перепроектировать и перестроить мост.
Мост был открыт 9 (21) апреля 1877 год, всего за три дня до начала русско-турецкой войны. 11 (23) апреля 1877 год войска России вошли в Румынию через Унгены и на следующий день объявили войну Османской империи.
Долгие годы тот факт, что унгенский мост построил Эйфель, был неизвестен общественности и даже местным историкам. Раньше он был известен как «Podul de flori» (Цветочный мост). Происхождение моста так и было бы тайной, но в 1998 году с подачи унгенского школьника Кристиана Жардана, исследователи полезли в архивы и выяснили, что таки да – Эйфель строил молдавские мосты. В 2012 году он был официально назван «Мост Эйфеля». Мост Эйфеля соединяет берега Прута уже более 137 лет, при этом серьезных ремонтов на нем не выполнялось».